# Staatsarchiv Udine
Das Staatsarchiv Udine (Archivio di Stato di Udine) befindet sich in der Via Francesco Urbanis 1 in Udine im Nordosten Italiens und ist eines der führenden Archive der Region. Direktorin ist Luisa Villotta.

## Geschichte
Das Dekret zur Einrichtung eines Staatsarchivs in der Provinz Udine wurde vom Innenminister am 28. Februar 1941 unterzeichnet. Damit wurde vollzogen, was das Gesetz n. 2006 vom 22. Dezember 1939 vorgesehen hatte, nämlich ein Archiv für jede Provinzhauptstadt einzurichten, das die Aufgabe übernehmen sollte, alle staatlichen Schriftstücke und das private und öffentliche Schriftgut aufzunehmen.
Doch während des Zweiten Weltkriegs stand zunächst einmal der Schutz der Archivalien im Vordergrund. Daher nahm das Staatsarchiv seinen Dienst in der Biblioteca Civica di Udine, der Stadtbibliothek von Udine auf. Am 20. Februar trafen drei Bomben das Archivio notarile provinciale, auch andere Bestände waren betroffen, wenn auch weniger stark als befürchtet.
1946 bis 1951 wurden die ersten systematischen censimenti zusammengestellt, in denen die Bestände, die fondi, die von Unternehmen und Institutionen hinterlassen wurden, nach wissenschaftlichen Kriterien erfasst und der Öffentlichkeit zugänglich gemacht werden sollten.
Ein Staatsarchiv in Form eines eigenen Gebäudes wurde erst 1955 und dann außerhalb der Stadtmauern fertiggestellt. Dort fand der sechste Kongress der Associazione Nazionale Archivistica Italiana statt. In den folgenden Jahren wanderte eine Reihe von Beständen aus der Stadtbibliothek in die neue Einrichtung.
Nach dem Erdbeben im Friaul 1976 kamen weitere Archivalien in das Haus, die Lokalforschung wurde intensiviert, insbesondere nach der Gründung der Università degli Studi di Udine und der Einrichtung einer Schule für die Erhaltung der Kulturgüter.
Heute beherbergt das Haus 10.000 Regalmeter Dokumente, die vom 13. bis zum 21. Jahrhundert reichen. Hinzu kommt eine Bibliothek mit mehr als 18.000 Publikationen, sowie mehrere tausend Reproduktionen von Dokumenten. Die Zahl der Nutzer, die in den 1960er Jahren bei etwa 200 lag, stieg auf 3000, dabei schwanken die jährlichen Konsultationen zwischen 5000 und 6000. Viele der Dokumente sind mittlerweile über das Internet verfügbar.